# Calla (film)
Pour les articles homonymes, voir Calla.
Pour plus de détails, voir Fiche technique et Distribution.
Calla est un film sud-coréen réalisé par Song Hae-seong, sorti le 18 septembre 1999.

## Synopsis
Tous les matins, une inconnue dépose une fleur sur le bureau de Kim Sun-woo. Ce dernier, cherchant à en découvrir la provenance, finit par tomber amoureux de la fleuriste. Hésitant, il finit par lui avouer son amour, mais cette dernière meurs peu après lors d'une prise d'otage. La veille de ce triste troisième anniversaire, Kim Sun-woo, qui repense fortement à la femme qu'il aimait, se voit projeter dans le temps. Il a désormais 24 heures pour la sauver, mais bien des embûches se mettront en travers de son chemin...

## Fiche technique
- Titre : Calla
- Titre original : 카라
- Réalisation : Song Hae-seong
- Scénario : Oh Hyeon-ri
- Photographie : Byeon Hee-seong
- Montage : Park Gok-ji
- Pays d'origine : Corée du Sud
- Format : Couleurs - 1,85:1 - Dolby Digital - 35 mm
- Genre : Drame, fantastique et romance
- Durée : 98 minutes
- Date de sortie : 18 septembre 1999 (Corée du Sud)

## Distribution
- Song Seung-heon : Seon-woo
- Kim Hee-sun : Ji-hee
- Kim Hyun-joo : Soo-jin
- Choi Cheol-ho : Jung Min-wook